# Lucius Seius Strabo
Lucius Seius Strabo of Lucius Aelius Strabo (Volsinii, ca. 46 v.Chr. - Egypte ?, na 16 na Chr.) was een Romeins politicus. Onder de keizers Augustus en Tiberius bekleedde hij de ambten van praefectus praetorio en Praefectus Alexandreae et Aegypti, de hoogste ambten die een Romein uit de stand van de equites kon bereiken. Zijn aanzien werd echter overschaduwd door dat van zijn zoon Lucius Aelius Seianus.

## Afkomst en familie
Lucius Seius Strabo is geboren rond 46 v.Chr. in de oude Estruskische stad Volsinii als zoon van Marcus Seius Strabo en Terentia. Hoewel de Seii tot de stand van de equites behoorden, was Strabo's door zijn huwelijk met Terentia verbonden met verschillende senatoriale families. Terentia was de zus van Aulus Terentius Varro Murena, die in 23 v.Chr. consul was samen met keizer Augustus, en van een zuster die eveneens de naam Terentia droeg en die bekend is geworden als de vrouw van Gaius Cilnius Maecenas.
Zelf wist Strabo zich door zijn huwelijken eveneens te verbinden met families die hoog in aanzien stonden. Zijn eerste vrouw, Aelia, was de dochter van Quintus Aelius Tubero uit de gens Aelia. Bij Aelia kreeg Strabo één zoon, Lucius Seius Tubero, die in 18 consul suffectus was. Na Aelia's dood hertrouwde hij met Cosconia Lentuli Maligunensis Gallita, de zus van Servius Cornelius Lentulus Maluginensis (consul suffectus in 10) en Publius Cornelius Lentulus Scipio (consul suffectus in 2), en een halfzus van Quintus Junius Blaesus (consul suffectus in 10). Bij Cosconia had Strabo één zoon, Luceius Seius, die later door Aelius Gallus werd geadopteerd in de gens Aelia en bekend werd onder de naam Lucius Aelius Seianus.

## Carrière
Onder keizer Augustus verkreeg Strabo het ambt van praefectus praetorio. De datum van zijn benoeming is onzeker, evenals de aanleiding ervoor, maar het ligt voor de hand dat Augustus Strabo leerde kennen via zijn moeders contacten met Maecenas. Macrobius beweert zelfs dat Augustus en Strabo bevriend waren. Hoe dan ook, Strabo bekleedde het ambt in de laatste jaren van Augustus' principaat, tot aan diens dood in 14.
Toen Tiberius Augustus opvolgde, behoorde Strabo, samen met Gaius Turranius, tot de eersten die de eed van trouw aflegden. Korte tijd later nam Tiberius hem op in het consilium, een raad van keizerlijke adviseurs. Als praefectus praetorio werd hij opgevolgd door zijn zoon Seianus. Samen leidden zij enige tijd de pretoriaanse garde, waarna Strabo werd bevorderd tot praefectus Alexandreae et Aegypti (in 14 of 15). De duur van zijn ambtsperiode is onzeker, alsmede het verdere verloop van Strabo's leven. Er is wel voorgesteld dat Strabo tijdens zijn prefectuur in Egypte kwam te overlijden.